# Flávio Costa
Flávio Rodrigues da Costa (Carangola, 1906. szeptember 14. – Rio de Janeiro, 1999. november 22.) brazil labdarúgó-fedezet, edző.

## Pályafutása

### Klubcsapatban
1925 és 1936 között a Flamengo együttesénél játszott, 145 alkalommal lépett pályára és 15 gólt szerzett. A klubbal 1927-ben megnyerte a rio de janeiroi állami bajnokságot, a Campeonato Carioca-t. 1934 szeptemberétől játékos-edzőként tevékenykedett.